# Milliy TV
Milliy TV — общенациональный, частный круглосуточный развлекательный телеканал в Узбекистане. Вещание телеканала началось в сентябре 2016 года. На круглосуточное вещание телеканал перешел с 1 января 2017 года. По данным официального сайта телеканала, 70% эфира телеканала ведется на узбекском языке, остальные 30% на русском языке. 
Слово Milliy (Милли́й) с узбекского языка переводится как Национальный. Телеканал готовит современные передачи и телевизионный контент используя современный подход к национальным обычаям и традициям узбекского народа.
Основу эфира телеканала составляют развлекательные и образовательные передачи и программы, сериалы, фильмы, а также музыка. Одним из самых известных передач телеканала являются MTV Show, Shirchoy и Jonli ijro.
Телеканал вещает на всей территории Узбекистана. Также телеканал можно смотреть онлайн за пределами Узбекистана через официальные приложения в Google Play и AppStore, а также с помощью онлайн-трансляции на официальном сайте телеканала.
В феврале был опубликован рейтинг самых популярных телеканалов Узбекистана по результатам опросов, и в данном рейтинге Milliy TV занял второе место, уступив телеканалу Uzreport TV, набрав 17,8% голосов. В ноябре 2017 года был опубликован еще один рейтинг самых популярных телеканалов Узбекистана по итогам трехмесячного опроса среди населения страны, и в этом рейтинге Milliy TV занял четвертое место. 10% респондентов отдали предпочтение данному телеканалу. На официально подтвержденную страницу телеканала в Instagram по состоянию на середину февраля 2019 года подписаны более 177 тысяч подписчиков.